# Federico Fernández
Federico Fernández (* 21. února 1989 Tres Algarrobos) je argentinský profesionální fotbalista, který hraje na pozici středního obránce za anglický klub Newcastle United FC. Mezi lety 2011 a 2014 odehrál také 32 utkání v dresu argentinské reprezentace, ve kterých vstřelil 3 branky.

## Klubová kariéra
V Argentině hrál za Estudiantes de La Plata. V lednu 2011 odešel do Evropy do italského klubu SSC Neapol. Jarní část sezony 2012/13 strávil na hostování ve španělském celku Getafe CF.
V srpnu 2014 přestoupil z Neapole do  velšského klubu Swansea City AFC hrajícího anglickou Premier League. Podepsal smlouvu na 4 roky.

## Reprezentační kariéra
Federico Fernández debutoval v národním týmu Argentiny 25. května 2011 proti Paraguayi.
Trenér Alejandro Sabella jej vzal na Mistrovství světa 2014 v Brazílii. S týmem získal stříbrné medaile. Na šampionátu odehrál všechny tři zápasy v základní skupině F a osmifinále se Švýcarskem.